# John Wilkinson (football)
Pour les articles homonymes, voir Wilkinson et John Wilkinson (homonymie).
John Wilkinson (né le 24 août 1979 à Exeter) est un footballeur anglo-singapourien reconverti consultant. Il a évolué sous les couleurs de l'équipe de Singapour et terminé sa carrière footballistique dans le club de Tanjong Pagar United.

## Biographie

### Carrière professionnelle
En tant que milieu, et bien que né en Angleterre, John Wilkinson est international singapourien depuis 2007, ayant acquis la nationalité de la cité-État après s'être marié à une singapourienne. Sa première sélection fut honorée le 24 juin 2007, contre la Corée du Nord. Il inscrivit 4 buts en 29 sélections avec l'équipe nationale.
Il commença sa carrière en Angleterre de 1995 à 2002, jouant pour trois clubs (Exeter City Football Club, Shrewsbury Town FC et Tiverton Town FC) mais il ne remporta rien.
Ayant épousé une singapourienne, il joua au Woodlands Wellington FC et acquiert la nationalité du pays. Ensuite, il fit une saison à Geylang United. Il joue de 2006 à 2010 à Singapour Armed Forces FC, remportant tous ses titres (coupe et championnat de Singapour).

### Après le football
Après son départ à la retraite, Wilkinson travaille comme consultant sportif à Singapour pour Fox Sports Asia.

## Clubs
- 1995-2001 :  Exeter City Football Club
- 2001-jan. 2002 :  Tiverton Town FC
- fév. 2002-jan. 2005 :  Woodlands Wellington FC
- jan. 2005-déc. 2006 :  Geylang United
- jan. 2007-jan. 2011 :  Singapour Armed Forces FC
- jan. 2011-déc. 2011 :  Police United
- jan. 2012-déc. 2012 :  Home United FC
- déc. 2012-2013 :  Salgaocar SC
- 2013 :  Tanjong Pagar United

## Palmarès
- Championnat de Singapour de football
  - Champion en 2006, en 2007, en 2008 et en 2009
- Coupe de Singapour de football
  - Vainqueur en 2007 et en 2008
- Coupe de la Ligue de Singapour de football 
  - Finaliste en 2009
- 18 sélections (4 buts) avec Singapour